# 莱安姆·维兰
莱安姆·「比利」·维兰（英語：Liam "Billy" Whelan，1935年4月1日—1958年2月6日），是一名已经逝世的爱尔兰职业足球运动员，职业生涯仅效力于曼联，司职内锋（Inside Forward），共上场98次攻入52球，进球率相当高，并入选了爱尔兰国家队。但是他与其它7名曼联球员都在慕尼黑空难中遇难，时年仅22岁。